# L-Innu Malti
L-Innu Malti è l'inno nazionale di Malta.

## Storia
Tra il 1922 e il 1923, A.V. Laferla, Direttore delle Scuole Primarie di Malta, acquistò la proprietà di un brano musicale composto da Robert Samut (1870–1934) e lo passò a Dun Karm Psaila (1871–1961), un prete e poeta di una certa notorietà nell'isola. Nelle originarie intenzioni di Laferla, Dun Karm avrebbe dovuto scrivere i versi per un inno scolastico ed egli concepì l'idea di comporli sotto forma di preghiera all'Onnipotente.
Dun Karm, che venne in seguito riconosciuto Poeta Nazionale di Malta, intese colmare il divario esistente tra i partiti politici di allora e, al fine di ravvicinarli, scrisse un testo, in lingua maltese, facente leva su valori religiosi e patriottici largamente condivisi da tutta la nazione.
L-Innu Malti fu eseguito la prima volta il 3 febbraio 1923. Nel 1945 fu dichiarato inno ufficiale locale di Malta come colonia britannica. Nel 1964 fu ufficializzato come inno nazionale con l'indipendenza.
La sua esecuzione viene trasmessa dalle emittenti televisive nazionali quotidianamente all'inizio delle programmazioni, oltre che prima di ogni discorso del presidente della Repubblica, del primo ministro e di altre personalità politiche. Viene, altresì, eseguito ogni mattina nelle scuole e nelle principali manifestazioni nazionali.

## Testo

### Testo in maltese
| Alfabeto latino (ufficiale) | Scrittura araba (storica) | Alfabeto greco (obsoleto) | Trascrizione AFI |
| Lil din l-art ħelwa, l-Omm li tatna isimha, Ħares, Mulej, kif dejjem Int ħarist: Ftakar li lilha bil-oħla dawl libbist. Agħti, kbir Alla, id-dehen lil min jaħkimha, Rodd il-ħniena lis-sid, saħħa 'l-ħaddiem: Seddaq il-għaqda fil-Maltin u s-sliem. | لذين الأرض حِلوة، الأم اللي عطاتنا اسمها، حارس، مولاي، كيف دايم أنت حرست فتكر لي لِيلْها بالأُحلى دَوْل لبّست. أعطي، كبير الله، الذهن لِلْمِنْ يَحكمها، رُد الحنانة للسيد، صحَّة للخدَّام صدَق العَقدة في المالطين والسلام. | Λιλ διν λαρτ χελϝα, λΟμμ λι τατνα ισιμͱα, Χαρες, Μουλει, κιφ δεϊεμ Ιντ χαριστ: Φτακαρ λι λιλͱα βιλ οχλα δαϝλ λιββιστ. Αατι, κβιρ Αλλα, ιδδεͱεν λιλ μιν ιαχκιμͱα, Ροδδ ιλχνηνα λισσιδ, σαχχα ´λχαδδημ: Σεδδαϙ ιλααϙδα φιλ Μαλτιν ου σσλημ. | [lɪl diːn lɐrt ħɛlwɐ lɔmː lɪ taːtnɐ ɪsɪmhɐ] [ħaːrɛs mʊlɛj kiːv dɛjːɛm ɪnt ħɐrɪst] [ftɐkɐr lɪ liːlħɐ bɪlɔħlɐ dɐwl lɪbːɪst] [aːtiː ɡbiːr ɐlːɐ ɪdːɛːn lɪlmɪn jɐħkɪmhɐ] [rɔtː ɪlħnɪːnɐ lɪsːiːt sɐħːɐ lħɐdːɪːm] [sɛdːɐʔ ɪlaːʔdɐ fiːl mɐltiːn ʊsːlɪːm] |

### Versioni inglesi
| Versione figurativa | Traduzione di René Micallef | Traduzione di May Butcher |
| --- | --- | --- |
| Guard her, O Lord, as ever Thou hast guarded, This Motherland so dear whose name we bear! Keep her in mind whom Thou hast made so fair! May he who rules for wisdom be regarded, In master mercy, strength in man increase! Confirm us all in unity and peace! | Guard, Lord, forever, as you've done erst and ceasing never, This land whose name we received, our motherly-named Mother. Her you have draped with a light whose grace exceeds all other. On those who govern, sovereign God, bestow understanding, Grant wellness to those who work, largesse to those employing, Make firm, make just all our bonds, the peace we are enjoying. | O Little Island, Lord, as ever Thou hast guarded! This Motherland so dear whose name we bear! Keep her in mind, whom Thou hast made so fair! May he who rules, for wisdom be regarded! In master mercy, strength in man increase! Confirm us all, in unity and peace! |

### Traduzioni italiane
| Versione 1 | Versione 2 |
| --- | --- |
| Questa nostra bella terra, che noi chiamiamo Madre Patria Guardala, Dio, come hai sempre fatto ricordati che l'hai adornata della più alta luce. Dona, Dio Onnipotente, saggezza e misericordia a chi governa, salute a chi lavora, e assicura al popolo maltese unità e pace. | Questa dolce terra, la Madre che ci diede il proprio nome, Guarda, Signore, come l'hai sempre guardata: Rammentati che Tu della luce più dolce la ricopristi. Da', o grande Dio, la saggezza a chi la governa, Dona la bonta' al padrone, la forza al bracciante: Rafforza l'unione tra i maltesi e la pace. |